# 路南金线鲃
路南金线鲃（学名：Sinocyclocheilus lunanensis）为鲤科金线鲃属的鱼类，俗名苦马鱼。在中国，分布于云南东部等。该物种的模式产地在云南路南巴江。

## 扩展阅读
維基物種上的相關：路南金线鲃